# Topper
Topper és una pel·lícula estatunidenca dirigida per Norman Z. McLeod, estrenada el 1937. Va ser la primera pel·lícula en blanc i negre a ser acolorida, el 1985.

## Argument
Marion i Georges Kerby, una parella de rics, moren de sobte en un accident de cotxe.
El seu banquer, Cosmo Topper, s'adona que la vida és massa curta i desitja aprofitar-se’n; la seva dona, Clara, vana i intolerant, ho impedeix. Els Kerbys necessiten una bona acció per arribar al cel, es troben amb Cosmo Tobber i decideixen ajudar-lo a viure millor. Tenen el poder de ser invisibles i no tenen problemes per fer-ho!

## Repartiment
- Constance Bennett: Marion Kerby
- Cary Grant: George Kerby
- Roland Young: Cosmo Topper
- Billie Burke: Sra. Clara Topper
- Alan Mowbray: Wilkins
- Eugene Pallette: Casey
- Arthur Lake: Elevator Boy
- Hedda Hopper: Sra. Grace Stuyvesant
- Virginia Sale: Miss Johnson
- Theodore Von Eltz: l'hoteler
- J. Farrell MacDonald: El policia
- Elaine Shepard: La secretària
- Claire Windsor: Mrs. Simpkins

## Nominacions
1938 	
- Oscar al millor actor secundari per Roland Young
- Oscar al millor so per Elmer Raguse

## Al voltant de la pel·lícula
Es van rodar dues continuacions d'aquesta pel·lícula, i un remake el 1979.
- Topper takes a trip  (1939) de Norman Z. McLeod, amb Constance Bennett, Roland Young.
- La dona fantasma (1941) de Roy Del Ruth, amb Joan Blondell, Roland Young.
- Topper (1979) de Charles S. Dubin, amb Kate Jackson, Andrew Stevens.